# FASA
FASA Corporation è stata una casa editrice statunitense di giochi di ruolo e wargame fondata da Jordan Weisman e L. Ross Babcock III nel 1980. Il nome è un acronimo fantasioso inventato da Jordan Weisman che significa "Freedonian Aeronautics and Space Administration", un riferimento scherzoso al film La guerra lampo dei Fratelli Marx dei Fratelli Marx.
Le prime pubblicazioni delle FASA furono dei supplementi per il gioco di ruolo Traveller, su licenza della Game Designers' Workshop, specialmente opere dei fratelli Keith. Divenne una delle principali case editrici di giochi grazie alla pubblicazione del primo gioco di ruolo ufficiale dedicato a Star Trek, seguito da uno sul Doctor Who nel 1985 e da altri giochi originali di successo come BattleTech e Shadowrun. I supplementi dedicati al gioco di ruolo e wargame tattico basati su Star Trek sono stati popolari anche al di là dei giocatori, poiché all'epoca le descrizioni ufficiali dell'ambientazione di Star Trek non erano diffuse e i supplementi erano interessanti per la comunità dei fan di Star Trek in generale. Il successo della linea di BattleTech condusse alla realizzazione di videogiochi, ad alcuni dei primi kit di gioco per la realtà virtuale e al cartone animato BattleTech: The Animated Series.

## Storia
La FASA Corporation fu fondata da Jordan Weisman e L. Ross Babcock III nel 1980 con un capitale iniziale di 350 dollari. Entrambi erano giocatori e frequentavano la United States Merchant Marine Academy. Mort Weisman, il padre di Jordan, si unì alla compagnia nel 1985 per gestirne le operazioni, dopo la vendita dalla sua casa editrice, la Swallow Press.. Con la nuova direzione commerciale e l'iniezione di capitali di Mort, la compagnia si diversificò nei libri nelle miniature. Dopo consultazioni con la Chart Hobby Distributors, il loro distributore britannico, la FASA licenziò la produzione della linea di miniature per BattleTech alla Miniature Figurines (conosciuta anche come Minifigs). Successivamente la FASA acquisì il produttore statunitense di miniature Ral Partha, che era il produttore per la Minifigs. Mentre Mort gestiva le produzioni editoriali e di miniature della compagnia, i fondatori si concentrarono sullo sviluppo di videogiochi. Erano particolarmente interessati nella realtà virtuale (tra cui i BattleTech Centers/Virtual World) ma svilupparono anche videogiochi per personal computer. Quando la Microsoft acquisì la sussidiaria FASA Interactive, Babcock se ne andò con quella compagnia. Dopo la vendita di Virtual World, Jordan rivolse la sua attenzione alla creazione di una nuova impresa commerciale, la WizKids.

## Stato corrente e proprietà intellettuali
La FASA annunciò, senza preavviso, il 25 gennaio 2001 che avrebbe chiuso le sue attività il 30 aprile 2001, ma rimane una corporazione e detiene ancora proprietà intellettuali che cede in licenza ad altri editori. Nonostante le voci che si diffusero la compagnia non era in bancarotta, ma apparentemente i proprietari decisero di ritirarsi mentre la compagnia era ancora finanziariamente solida in un mercato che percepivano in netto declino. Mort Weisman parlava di ritirarsi da diversi anni e la sua fiducia nel mercato dei giochi cartacei era bassa. Considerava le proprietà intellettuali della FASA di grande valore, ma non voleva continuare a lavorare come aveva fatto nella decade precedente.
Le proprietà intellettuali su BattleTech e Shadowrun furono cedute alla WizKids che a sua volta ne licenziò la pubblicazione alla FanPro LLC e successivamente alla Catalyst Game Labs. La licenza di Earthdawn fu mantenuta dalla FASA fino al 2002, quando fu venduta alla WizKids — comunque di recente è stata rivenduta alla FASA. La Living Room Games pubblica Earthdawn, (seconda edizione) mentre la RedBrick Limited detiene una licenza per la pubblicazione di materiale per la prima edizione. Crimson Skies era stato sviluppato dalla Zipper Interactive per il marchio Fasa Interactive alla fine del 2000 e usato su licenza della FASA, la Microsoft ne acquisì i diritti con l'acquisto della FASA Interactive. I diritti per il wargame tridimensionale Vor the Maelstrom sono tornati al progettista Mike "Skuzzy" Neilson, ma al momento (2005) non è stato ripubblicato in alcuna forma, in parte anche per problemi legali. Microsoft chiuse ufficialmente il gruppo della FASA nella sua divisione dedicata ai videogiochi il 12 aprile 2007.
Il 6 dicembre 2007, Jordan Weisman annunciò che la sua nuova ditta, Smith & Tinker, aveva ottenuno la licenza per i videogiochi basati su MechWarrior, Shadowrun e Crimson Skies dalla Microsoft..

## Giochi pubblicati
- BattleTech: wargame da tavolo di combattimento tra mecha (1984)
- MechWarrior: gioco da tavolo ambientato nella stessa ambientazione di BattleTech (1986)
- Top Gun: wargame da tavolo sui combattimenti aerei moderni basato sull'omonimo film  (1986)
- Shadowrun: gioco di ruolo cyberpunk-fantasy (1989)
- Renegade Legion: serie wargame di combattimento fantascientifico
- Doctor Who: gioco di ruolo
- Earthdawn: gioco di ruolo fantasy (1993)
- Star Trek: gioco di ruolo
- Crimson Skies: wargame tridimensionale tra aerei in una versione alternativa degli USA in cui durante la Grande depressione questi si spezzarono in diversi stati
- Vor the Maelstrom: wargame tridimensionale in cui la Terra è stata risucchiata in un'altra dimensione
- Crucible: un wargame tridimensionale fantasy (2000)